# Ashley Campbell
Pour les articles homonymes, voir Campbell.
Ashley De Vere Campbell (29 septembre 1880 - 5 juillet 1943) est un joueur de tennis australien. 
Il a notamment remporté les Internationaux d'Australie en 1910 (avec Horace Rice) et 1914 (avec Gerald Patterson), en double messieurs.

## Palmarès (partiel)

### Titres en double messieurs
| No | Date       | Nom et lieu du tournoi               | Catégorie | Surface      | Partenaire       | Finalistes                      | Score              |  |
| -- | ---------- | ------------------------------------ | --------- | ------------ | ---------------- | ------------------------------- | ------------------ |  |
| 1  | 15-03-1910 | Australasian Championships Adélaïde  | G. Chelem | Gazon (ext.) | Horace Rice      | Rodney Heath James O'Day        | 6-3, 6-3, 6-2      |  |
| 2  | 23-11-1914 | Australasian Championships Melbourne | G. Chelem | Gazon (ext.) | Gerald Patterson | Rodney Heath Arthur O'Hara Wood | 7-5, 3-6, 6-3, 6-3 |  |